# 楊行密
楊 行密（よう こうみつ）は、五代十国時代の呉の事実上の建国者。唐末の902年、楊行密は唐朝から「呉王」に封ぜられた。世を去った時には唐朝は依然として存在しており、唐の臣としてその正朔を奉じていたが、事実上の独立王国を建設していたため、単に唐の封国君主と見なすべきではない。

## 生涯
楊行密は廬州合肥県（現在の安徽省合肥市長豊県）の人である。もとは廬州の牙将であった。
中和3年（883年）、楊行密は廬州刺史に任命され、「淮南節度使」の高駢の下についた。
この高駢は、愚昧で方士の呂用之を重用するようになり、次第に呂用之が権力を握って、独断専行が目立つようになった。
淮南の将の畢師鐸はこの呂用之の独断専行に不安と不満を抱き、中和5年（885年）、畢師鐸は観察使の秦彦とともに謀反を起こし、高駢は両者に殺害された。
楊行密は挙兵して、謀反を起こした畢師鐸と秦彦を撃破して揚州に入り、淮南留後を自称した。
そのとき城内では飢饉が起こっていたが、楊行密は軍糧を与えて民衆を救済した。その後、楊行密は秦宗権・孫儒の勢力と江淮地方をめぐって争ったが、やがて江淮地方の一帯を占領し、景福元年（892年）には朝廷から「淮南節度使」に任命された。
乾寧4年（897年）、「宣武軍節度使」の朱全忠の軍が大挙して南下した。楊行密は清口で朱全忠の軍に敗れたが、朱全忠にそれ以上南下する力はなく、以後数十年間にわたり中国は南北に分裂することになる。
天復2年（902年）、楊行密は東面行営都統・中書令・呉王を拝命した。
天祐2年（905年）、楊行密は病死した。武忠王と諡されるが、四男の楊溥の時期に武帝と追尊された。廟号は太祖。長男の楊渥が後を継いだ。

## 家族

### 父
- 楊怤

### 妻妾
- 朱夫人（朱延寿の姉）
- 史夫人
- 王夫人

### 男子
- 烈宗 楊渥 - 母は史夫人
- 高祖 楊隆演 - 母は史夫人
- 臨川王 楊濛
- 睿帝 楊溥 - 母は王夫人
- 新安公 楊潯
- 徳化王 楊澈

### 女子
- 尋陽長公主（劉信の妻）
- 銭元璙（呉越の武粛王銭鏐の子）の妻
- 蔣延徽の妻
- 徐玠の妻
- 劉仁規の妻